# Marcela Bovio
Marcela Alejandra Bovio García (Monterrey, Új-León, 1979. október 17. –) mexikói szoprán énekesnő, dalszövegíró és hegedűművész. A mexikói Elfonía együttes egyik alapító tagja. 2004-ben Arjen Lucassen zenekarának, az Ayreonnak a The Human Equation című albumán ő énekelt a feleség szerepében. A The Final Experiment című első Ayreon album 2005-ös újrakiadásának bónuszlemezén is énekelt.
Később Lucassen őt választotta egy másik projektjéhez is: a Stream of Passion vezető énekese lett, emellett hegedűn is játszik az együttesben. Eddig három stúdióalbumuk jelent meg Embrace the Storm, The Flame Within és Darker Days címmel, illetve egy élő albumuk is, a Live in the Real World.
2011. október 28-án összeházasodott Johan van Stratummal, a Stream of Passion basszusgitárosával, akivel Tilburgban telepedett le.
A Stream of Passion 2016 tavaszán, 11 év zenélés után feloszlott, ez év novemberében pedig egy búcsú DVD-t adott ki a csapat Memento címmel.

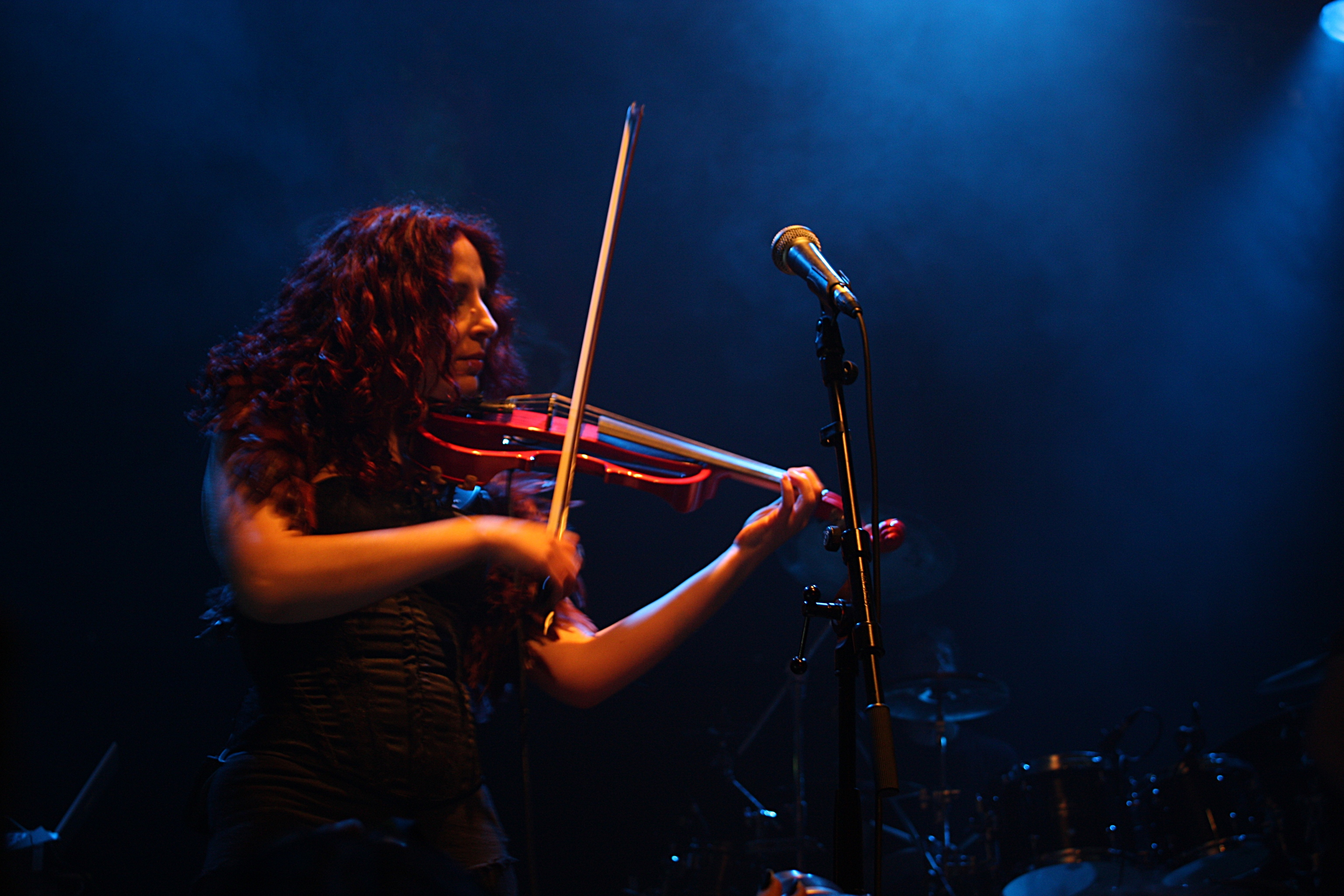
Marcela Bovio a Stream of Passion együttesben, 2009

2016 decemberében Marcela férjével együtt csatlakozott a VUUR nevű zenekarhoz, amelyet Anneke van Giersbergen alapított, 2017. április 11-én azonban zenei különbözőségek miatt távozott a csapatból. Ugyanebben az évben az Epicából ismert Mark Jansen MaYaN nevű másik együttesének teljes értékű tagjává vált. 
2019-ben új projektet hozott létre Dark Horse White Horse elnevezés alatt, amely formáció másik két tagja is ismert zenész: Jord Otto (ex-ReVamp, VUUR) és Ruben Wijga (ex-ReVamp). 2019. december 13-án közösségi oldalain jelentette be, miszerint méhnyakrákban szenved és kezeléseket kap. 

## Diszkográfia

### Ayreon
- The Human Equation (2004) – A feleség (Wife)
- The Final Experiment (2005-ös újrakiadás) – ének a Waracle című dalban

### Elfonía
- Elfonía (2003)
- This Sonic Landscape (2005)

### Stream of Passion

#### Stúdióalbumok
- Embrace the Storm (2005)
- The Flame Within (2009)
- Darker Days (2011)

#### Élő albumok
- Live in the Real World (2006) (CD, DVD)

#### Kislemezek
- Out in the Real World (2006)